# Ilse Werner

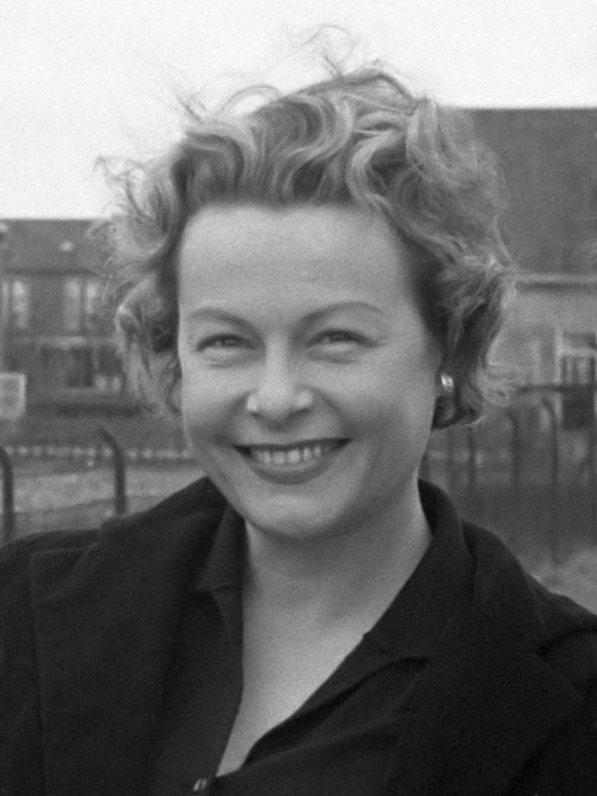
Ilse Werner, 1961

Ilse Werner (bürgerlich: Ilse Charlotte Still; * 11. Juli 1921 in Batavia, Niederländisch-Indien; † 8. August 2005 in Lübeck) war eine deutsche Schauspielerin, Sängerin, Synchronsprecherin und Kunstpfeiferin deutsch-niederländischer Herkunft, die ihre größten Erfolge mit Filmen während des Dritten Reiches hatte.

## Leben
Ilse Werner wurde als Ilse Charlotte Still auf Java im damaligen Niederländisch-Indien geboren. Ihr Vater Otto Still (1877–1956) war ein niederländischer Plantagenbesitzer und begüterter Exportkaufmann. Die Mutter Lilli, geb. Werner, stammte aus Offenbach am Main, wo die Eltern 1913 auch geheiratet hatten. Die Familie zog 1931 nach dem wirtschaftlichen Verlust der Plantage relativ verarmt nach Frankfurt am Main, wo Ilse die Schillerschule besuchte. 1936 verließ sie kurz nach Beginn der Untersekunda das Gymnasium und zog mit der Familie nach Wien. Dort besuchte sie die Schauspielschule des Max-Reinhardt-Seminars und führte seitdem den Künstlernamen „Ilse Werner“.
1947 heiratete Ilse Werner den amerikanischen Journalisten John de Forest in Wien, mit dem sie anschließend in München lebte. Im Herbst 1949 ging sie mit ihm in die USA und lebte zunächst in New York und danach in Danville (Kalifornien). Im Frühjahr 1952 trennte sich das Paar, Werner ging zurück nach Deutschland. Am 13. August 1954 heiratete Ilse Werner in zweiter Ehe den Komponisten Josef Niessen in Bad Wiessee, der sich 1966 von ihr trennte.

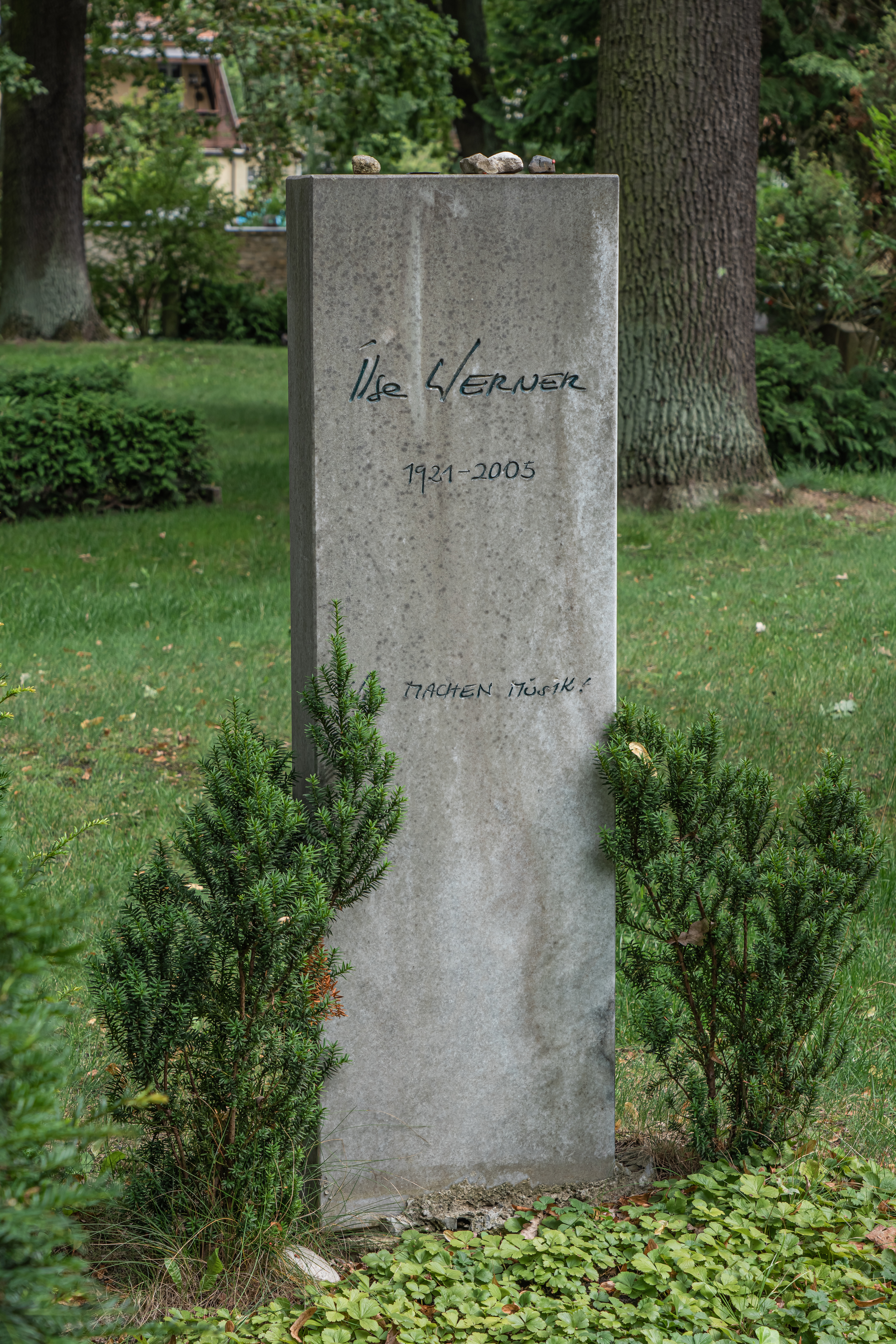
Grab von Ilse Werner in Potsdam

Die letzten Lebensjahre verbrachte Ilse Werner zurückgezogen und verarmt in einem Lübecker Seniorenheim. Sie wurde von prominenten Freunden – unter anderem Karl Dall und Wolfgang Völz – unterstützt. Sie starb am 8. August 2005 im Alter von 84 Jahren an einer Lungenentzündung. Auf ihren eigenen Wunsch hin wurde Ilse Werner als ehemaliger Ufa-Star in Potsdam-Babelsberg am 24. August 2005 auf dem Friedhof an der Goethestraße bestattet.

## Karriere
1937 debütierte Ilse Werner im Theater in der Josefstadt in dem Stück Glück und erhielt in dem österreichischen Intergloria-Film Die unruhigen Mädchen (1938) ihre erste Kinorolle. Der Film wurde am 11. Februar 1938 in Wien uraufgeführt. Danach wurde Werner von der UFA unter Vertrag genommen. Der Film Wunschkonzert (1940) machte Ilse Werner zum Nachwuchsstar.
Kinobesuche ließen zu jener Zeit den Krieg zeitweilig vergessen. Beeindruckend gespielte Charaktere verhalfen daher der Darstellerin zu großer Popularität. Ilse Werner gewann viele Sympathien mit ihren Rollen in dem Jenny-Lind-Epos Die schwedische Nachtigall (1941), in Helmut Käutners Wir machen Musik (1942) und in der Lügenbaron-Geschichte Münchhausen (1943). Ihre darstellerisch anspruchsvollste Rolle erhielt sie in Helmut Käutners Hamburg-Hommage Große Freiheit Nr. 7 (1944). Während des Krieges moderierte sie für den Fernsehsender Paul Nipkow die ein- bis zweimal wöchentlich live aus dem Kuppelsaal des Berliner Reichssportfeldes übertragene populäre Fernsehshow Wir senden Frohsinn – wir spenden Freude. Sie stand 1944 in der Gottbegnadeten-Liste des Reichsministeriums für Volksaufklärung und Propaganda.
Ihre Mitwirkung in der nationalsozialistischen Filmindustrie, bei der Hörfunk-Sendung Wunschkonzert für die Wehrmacht des Reichssenders Berlin und bei der Truppenbetreuung an der „Heimatfront“ führte nach dem Krieg zu einem vorübergehenden Berufsverbot. Als Synchronsprecherin arbeitete Werner etwa vier Jahre. Sie sprach unter anderem Olivia de Havilland in Robin Hood, König der Vagabunden, Paulette Goddard in Piraten im karibischen Meer und Maureen O’Hara in Der Seeräuber.
Ihr erster von Georg Wilhelm Pabst 1948 inszenierter Nachkriegsfilm Geheimnisvolle Tiefe erwies sich in künstlerischer und kommerzieller Hinsicht als Misserfolg. Auch mit den nachfolgenden Filmen konnte Werner nicht an alte Erfolge anknüpfen, da der von ihr bisher verkörperte Frauentyp mittlerweile aus der Mode gekommen war. Die Herrin vom Sölderhof (1955) war ihr letzter Kinofilm. Im selben Jahr nahm die gebürtige Niederländerin die deutsche Staatsbürgerschaft an.
Werner spielte in den Jahren danach vorwiegend auf der Bühne. Sie brillierte 1969/70 in ihrer Lieblingsrolle Anna in dem Musical Der König und ich im Stadttheater Bremerhaven (mit Ferdinand Dux als König von Siam). Des Weiteren trat sie mit Show- und Lieder-Programmen auf kleineren Bühnen auf und hatte immer wieder Auftritte in Fernsehshows und -serien.
1989 übernahm sie in der elfteiligen ZDF-Serie Rivalen der Rennbahn die Rolle der Tante Ella, die Schwester des von Hellmut Lange gespielten Wolf Kremer, den sie im Rennstall unterstützt. Nach diversen Rollen in Fernsehfilmen und -serien trat sie 1990 in Die Hallo-Sisters neben Harald Juhnke und Gisela May nochmals vor die Filmkamera, der Film wurde – in Ermangelung eines Filmverleihers – nur im Fernsehen gezeigt. 2000 spielte sie im Tatort: Bittere Mandeln die Großmutter des Kölner Hauptkommissars Freddy Schenk.
Der Komponist Werner Bochmann erkannte eine besondere musikalische Fähigkeit von Ilse Werner: ihr Pfeiftalent. So betätigte sie sich schon Anfang der 1940er Jahre als Schlagerinterpretin und Kunstpfeiferin. Diese Fertigkeit setzte Werner später ebenfalls als Musical-Sängerin ein. Die kleine Stadt will schlafen geh’n, Wir machen Musik, Mein Herz hat heut’ Premiere und der ihr 1960 ein Comeback verschaffende Hit Baciare sind mit ihrem Namen verbunden. Als Ilse Werner den Titel Sleigh Ride (Schlittenfahrt) von Leroy Anderson einspielen wollte, schrieb ihr der Komponist Martin Böttcher innerhalb von 56 Stunden das komplette Arrangement nach Anhören einer alten Schellackplatte, weil zu dieser Zeit keine Noten des Titels erhältlich waren.
In einer Aufnahme von Ohne Dich der Ärzte war sie mit einem Pfeif-Solo vertreten. Außerdem arbeitete sie mit Max Raabe zusammen, mit dem sie Es war einmal ein Musikus aufnahm. 2004 nahm sie gemeinsam mit dem Lisa Bassenge Trio eine neue Version von Wir machen Musik auf. Die Schwerter Operettenbühne führte im September 2002 mehrfach eine Bühnenfassung des Films Es leuchten die Sterne auf, in der Werner am 13. und 14. September Gastauftritte hatte, bei denen sie sang und pfiff.

## Filmografie

### Kino
- 1938: Die unruhigen Mädchen (Finale)
- 1938: Frau Sixta
- 1938: Das Leben kann so schön sein
- 1939: Bel Ami
- 1939: Drei Väter um Anna
- 1939: Fräulein
- 1939: Ihr erstes Erlebnis
- 1940: Bal paré
- 1940: Wunschkonzert
- 1941: U-Boote westwärts!
- 1941: Die schwedische Nachtigall
- 1942: Wir machen Musik
- 1942: Hochzeit auf Bärenhof
- 1943: Münchhausen
- 1944: Große Freiheit Nr. 7
- 1944/54: Ein toller Tag
- 1945: Das seltsame Fräulein Sylvia
- 1948: Leckerbissen (Dokumentarfilm mit Ausschnitten aus 18 Unterhaltungsfilmen)
- 1949: Geheimnisvolle Tiefe
- 1950: Epilog – Das Geheimnis der Orplid
- 1950: Gute Nacht, Mary
- 1951: Königin einer Nacht
- 1951: Mutter sein dagegen sehr!
- 1953: Der Vogelhändler
- 1954: Ännchen von Tharau
- 1955: Griff nach den Sternen
- 1955: Die Herrin vom Sölderhof
- 1990: Die Hallo-Sisters

### Fernsehen (Auswahl)
- 1942: Wir spenden Freude (Unterhaltung – Fernsehsender Paul Nipkow, bis 1944)
- 1952: Eine nette Bescherung
- 1955: Sie können sich sehen lassen
- 1965: Die Bräute meiner Söhne (13 Folgen)
- 1966: Eine kleine Harmonielehre
- 1968: Familie Musici
- 1971: Glückspilze
- 1979: Noch ’ne Oper
- 1983: Haus Vaterland
- 1987: Ein heikler Fall (Serienfolge: Die Vitrine)
- 1989: Rivalen der Rennbahn (11 Folgen)
- 1989: Forstinspektor Buchholz
- 1990: Roda Roda (1 Folge)
- 1991: Praxis Bülowbogen (Gastauftritt)
- 1994: Briefgeheimnis
- 1996: Neues vom Süderhof (Gastauftritt)
- 1996: Alles wegen Robert de Niro
- 1997: Großstadtrevier – Der G-Man
- 1998: Hallo, Onkel Doc! – Albert (Gastauftritt in Episode 56)
- 1998: Eine Frau mit Pfiff
- 2000: Tatort – Bittere Mandeln
- 2001: Für alle Fälle Stefanie (1 Folge: Immer wieder Dienstag)
- 2003: Alfredissimo! (1 Folge)

## Bühnenauftritte
- 1935: Glück, Theater in der Josefstadt, Wien
- 1952 Europa und der Stier, Kleines Theater im Zoo, Frankfurt
- 1969: Der König und ich (Musical), Stadttheater Bremerhaven
- 1973: Wir sind noch einmal davongekommen, (Schauspiel) von Thornton Wilder

## Hörspiele
- 1953: Sir Michaels Abenteuer – Regie: Ludwig Cremer
- 1965: Duell um Aimée – Regie: Heinz-Günter Stamm
- 1965: Der erste Frühlingstag – Regie: Heinz-Günter Stamm
- 2000: Hochzeit in Las Vegas – Regie: Annette Kurth

## Synchrontätigkeit
| Synchronjahr | Filmtitel                         | Rolle                | Darsteller          | Drehjahr |
| ------------ | --------------------------------- | -------------------- | ------------------- | -------- |
| 1948         | Laura (Erstsynchronisation)       | Laura                | Gene Tierney        | 1944     |
| 1949         | Im Zeichen des Zorro              | Inez Quintero        | Gale Sondergaard    | 1940     |
| 1949         | Die Freibeuterin                  | Helen Chester        | Margaret Lindsay    | 1942     |
| 1950         | Der Seeräuber                     | Margaret Denby       | Maureen O’Hara      | 1943     |
| 1950         | Columbus                          | Beatriz de Peraza    | Linden Travers      | 1949     |
| 1950         | Buffalo Bill – Der weiße Indianer | Luisa Frederici Cody | Maureen O’Hara      | 1944     |
| 1950         | Robin Hood, König der Vagabunden  | Maid Marian          | Olivia de Havilland | 1938     |
| 1950         | Die Königin vom Broadway          | Sally Elliot         | Rita Hayworth       | 1942     |
| 1950         | Piraten im karibischen Meer       | Loxi Claiborne       | Paulette Goddard    | 1942     |
| 1952         | Frauenraub in Marokko             | Mahla                | Jody Lawrence       | 1951     |
| 1952         | Grenzpolizei in Texas             | Helen Fenton         | Gale Storm          | 1952     |
| 1967         | Der blutige Westen                | Dakota Lil           | Joan Caulfield      | 1966     |

## Diskografie (Auswahl)

### Alben
- 1965: Wir machen Musik – Neuaufnahmen 1965, Baccarola
- 1976: Ilse Werner – Neuaufnahmen 1976, Hansa
- 1984: Gepfiffen klingt’s so – mit Hady Wolff an der elektronischen Böhmorgel, Elite Special
- 1999: Ilse Werner (Best-of-Album) ZYX Music.
- 2011: Ilse Werner - Pfeifen muß ich (Sämtliche veröffentlichte Platten 1944–53 plus eine unveröffentl. Aufnahme. Edition Berliner Musenkinder, duo-phon.)

### Singles
- 1940: Die kleine Stadt will schlafen geh’n / Wenn du einmal ein Mädel magst – Odeon, O-26435 a/b
- 1941: So wird’s nie wieder sein
- 1941: Ja, das ist meine Melodie / Keiner singt wie Eduard – Odeon
- 1941: Sing ein Lied – wenn du mal traurig bist – Odeon, O-26447
- 1942: Du und ich im Mondenschein / Das wird ein Frühling ohne Ende – Odeon, O-26467 a/b
- 1942: Wir machen Musik / Wann wirst du wieder bei mir sein? – Odeon, O-26543 a/b
- 1942: Ich hab Dich und Du hast mich … – Odeon, O-26544 b
- 1943: Otto / Wer pfeift was – Odeon, O-26624 a/b
- 1943: So geht’s nicht weiter! – Odeon, O-26575 a
- 1957: Südwind (Batavia Duo) – Heliodor (78 0094 A)
- 1957: Großstadt-Melodie / Siebenmal – Philips
- 1959: Eine Liebe ohne Ende / Baciare – Ariola
- 1959: Nur aus Verseh’n / Ein glückliches Mädchen – Ariola
- 1959: Nick Nack Song / Liebe (Love Is All We Need) – Ariola
- 1960: Capito / Ein bißchen Seligkeit – Ariola
- 1960: Das kann sich alles noch ändern / Cowboy, nimm deinen Hut – Ariola
- 1961: Kleiner Fink / Karussell d’Amour – Ariola
- 1961: Wir machen Musik / Ich hab’ dich und du hast mich – Odeon
- 1962: Oh Polly Ticca / Die piekfeine Lady – Ariola
- 1962: Tino, es liegt nicht am Vino / Tango-Taverne – Ariola
- 1963: Ich möchte auch mal nach Paris / Herzeli – Telefunken
- 1971: Was sind schon 50 Jahre / So war es – Ariola
- 1986: Die Sanduhr des Lebens / Musik wird’s immer geben – Esperanza
- 2003: Das Leben kann viel schöner sein (Duett mit Bert Beel) / Und über uns der Himmel (Solo) / Tanz mit mir durch die Nacht (Bert Beel) – Rubin Records, Maxi-CD

## Ehrungen
- 1983: Bundesverdienstkreuz 1. Klasse
- 1986: Filmband in Gold für langjähriges und hervorragendes Wirken im deutschen Film
- 1991: Filmband in Gold für die Komödie „Die Hallo-Sisters“